# Vinca major
La pervinca maggiore (Vinca major L., 1753) è una pianta erbacea perenne appartenente alla famiglia delle Apocinacee, diffusa in Europa meridionale e nel Caucaso.

## Descrizione
Foglie ovato-cordate, a margini cigliati, fiori grandi con sepali e lobi della corolla cigliati, di colore viola-lilla.